# Cuando brille el sol (canción)
«Cuando brille el sol» es una canción del grupo español La Guardia, incluida en su álbum Cuando brille el Sol.

## Descripción
Con influencias de rockabilly, se trata del primer sencillo extraído del álbum y, junto a Mil calles llevan hacia ti, está considerado el tema más popular del grupo. Así lo ha reconocido el líder y solista de la banda, Manuel España.
Con motivo del lanzamiento del disco conmemorativo del 25 aniversario del grupo, 25 años no es nada (2008) el tema volvió a grabarse en esta ocasión junto a la cantante La Mari, de Chambao. En 2010 se publica una nueva versión con el grupo Melocos.